# Kevin Nolting
Kevin Nolting (* 20. Jahrhundert) ist ein US-amerikanischer Filmeditor.
Kevin Nolting absolvierte ein Studium der Aesthetic Studies an der University of California, Santa Cruz, welches er 1979 als Bachelor of Arts abschloss. In den 1980er Jahren wurde er als Schnitt-Assistent tätig, so wirkte er bei Chucky – Die Mörderpuppe, Die nackte Kanone 2½ und Insider mit. 2003 kam er zum Animationsstudio Pixar. Für Findet Nemo und Cars war er als zweiter Editor tätig. Für seine Arbeit an den Filmen Oben und Alles steht Kopf wurde er je mit einem Eddie der American Cinema Editors ausgezeichnet.

## Filmographie (Auswahl)
- 2009: Oben (Up)
- 2015: Alles steht Kopf (Inside Out)
- 2020: Soul